# 室蘭インターチェンジ
室蘭インターチェンジ（むろらんインターチェンジ）は、北海道室蘭市崎守町にある道央自動車道のインターチェンジである。
東日本高速道路北海道支社室蘭管理事務所所在地。

## 歴史
- 1991年（平成3年）10月25日：登別室蘭IC - 室蘭IC間が開通[3]。
- 1992年（平成4年）10月27日：室蘭IC - 伊達IC間が開通。
- 2018年（平成30年）12月 : IC番号を「11」から「16」に変更[注 1]。

## 周辺
- 室蘭ゴルフ倶楽部
- 香川工業用地[6]
- 崎守町の一本桜

## 接続する道路
- 直接接続
  - 北海道道107号室蘭環状線
  - 北海道道127号室蘭インター線

- 間接接続
  - 国道37号
    - 白鳥新道（白鳥大橋）[7]

## 隣
E5 道央自動車道
(15)伊達IC - 有珠山SA - (16)室蘭IC - 本輪西展望所（上り線（長万部方向）のみ） - (17)登別室蘭IC